# NIJB ijshockey bekercompetitie 2016/17
De NIJB bekercompetitie 2016/17 was de 47e editie van het nationale ijshockeybekertoernooi dat georganiseerd wordt door de Nederlandse IJshockey Bond.
De reguliere competitie ging van start op vrijdag 1 oktober, vijf dagen na de openingswedstrijden van het ijshockeyseizoen in Nederland om de Ron Bertelingschaal en een dag eerder dan de start van het tweede seizoen van de BeNe-league ijshockeycompetitie.
Dit seizoen waren de deelnemers ingedeeld in twee groepen, een van vier en een van vijf teams. De nummers '1' en '2' van beide groepen plaatsten zich voor de halve finale waarin in een 'best-of-three' werd gespeeld. De beide winnaars van deze duels speelden de bekerfinale op woensdag 18 januari 2017 in het IJssportcentrum te Eindhoven. Net als de vorige editie stonden UNIS Flyers Heerenveen en Laco Eaters Limburg hierin tegenover elkaar. De Flyers veroverden voor de twaalfde keer de beker middels een 8-1 overwinning.
Het eerste team van Destil Trappers Tilburg, nam voor het tweede opeenvolgende jaar niet deel aan deze competitie. Het team speelde net als in 2015/16 geheel buiten de Nederlandse grenzen; het kwam uit in de Oberliga-Nord, op het derde niveau in het Duitse ijshockey. Wel nam het toekomstteam van Tilburg Trappers deel naast AHOUD Devils Nijmegen, IJV Amstel Tijgers anno 1963, GIJS Groningen, Hijs Hokij Den Haag, Red Eagles Den Bosch, Silverdome Panters Zoetermeer en beide genoemde finalisten.

## Competitie
Puntentelling
Een gewonnen wedstrijd leverde drie punten op. Bij een gelijkspel volgde een verlenging (sudden victory overtime; 3-tegen-3) van maximaal vijf minuten, eventueel gevolgd door een penaltyshoot-out. Het team dat scoorde won de wedstrijd met één doelpunt verschil. De winnaar kreeg twee punten, de verliezer één punt.

### Eindstanden
AW = aantal wedstrijden
WP = winstpartij (3 punten)
GW = gelijk en gewonnen na verlenging (2 punten)
GV = gelijk en verloren na verlenging (1 punt)
V = verloren partij (0 punten)
Pnt = totaal punten
v-t = doelpunten voor/tegen
| #  | Club                        | AW | W  | GW | GV | V  | Pnt | V-T   |
| -- | --------------------------- | -- | -- | -- | -- | -- | --- | ----- |
| 01 | Laco Eaters Limburg         | 06 | 05 | 01 | 0  | 0  | 17  | 29-9  |
| 02 | Tilburg Trappers Talentteam | 06 | 02 | 01 | 0  | 03 | 08  | 19-21 |
| 03 | AHOUD Devils Nijmegen       | 06 | 02 | 0  | 01 | 03 | 07  | 11-19 |
| 04 | Red Eagles Den Bosch        | 06 | 01 | 0  | 01 | 04 | 04  | 17-27 |

| #  | Club                          | AW | W  | GW | GV | V  | Pnt | V-T   |
| -- | ----------------------------- | -- | -- | -- | -- | -- | --- | ----- |
| 01 | UNIS Flyers Heerenveen        | 08 | 07 | 01 | 0  | 0  | 23  | 45-13 |
| 02 | Silverdome Panters Zoetermeer | 08 | 05 | 0  | 01 | 02 | 16  | 41-32 |
| 03 | Hijs Hokij Den Haag           | 08 | 03 | 02 | 0  | 03 | 13  | 54-22 |
| 04 | IJV Amstel Tijgers anno 1963  | 08 | 02 | 0  | 02 | 04 | 08  | 31-39 |
| 05 | GIJS Groningen                | 08 | 0  | 0  | 0  | 08 | 00  | 12-77 |

### Uitslagen
| Datum | Thuisteam   | Uitslag | Periodestanden | Uitteam     |
| ----- | ----------- | ------- | -------------- | ----------- |
| 01/10 | Red Eagles  | 4-5 ps  | 0-1, 2-0, 2-3  | Trappers TT |
| 02/10 | Eaters      | 2-1 nv  | 0-0, 1-1, 0-0  | Devils      |
| 07/10 | Devils      | 2-1     | 0-0, 2-0, 0-1  | Red Eagles  |
| 07/10 | Trappers TT | 0-4     | 0-0, 0-3, 0-1  | Eaters      |
| 09/10 | Eaters      | 5-3     | 2-1, 2-0, 1-2  | Trappers TT |
| 14/10 | Trappers TT | 1-5     | 1-1, 0-1, 0-3  | Devils      |
| 15/10 | Red Eagles  | 1-4     | 1-1, 0-2, 0-1  | Eaters      |
| 16/10 | Eaters      | 7-2     | 4-0, 2-0, 1-2  | Red Eagles  |
| 21/10 | Devils      | 2-7     | 2-3, 0-2, 0-2  | Eaters      |
| 22/10 | Red Eagles  | 6-1     | 3-1, 2-0, 1-0  | Devils      |
| 23/10 | Trappers TT | 8-3     | 3-1, 1-1, 4-1  | Red Eagles  |
| 06/11 | Devils      | 0-2     | 0-1, 0-1, 0-0  | Trappers TT |

| Datum | Thuisteam      | Uitslag       | Periodestanden | Uitteam        |
| ----- | -------------- | ------------- | -------------- | -------------- |
| 01/10 | Amstel Tijgers | 2-3 ps        | 1-0, 1-2, 0-0  | Flyers         |
| 01/10 | Panters        | 8-1           | 3-0, 3-0, 2-1  | GIJS           |
| 07/10 | Hokij          | 6-5 nv        | 1-2, 3-2, 1-1  | Panters        |
| 08/10 | Panters        | 6-4           | 2-1, 1-2, 3-1  | Amstel Tijgers |
| 08/10 | GIJS           | 1-8           | 0-0, 0-6, 1-2  | Flyers         |
| 09/10 | Amstel Tijgers | 3-0, 5-1, 5-0 |                | GIJS           |
| 14/10 | Hokij          | 0-2           | 0-0, 0-2, 0-0  | Flyers         |
| 15/10 | Panters        | 6-2           | 1-1, 3-1, 2-0  | Hokij          |
| 15/10 | GIJS           | 3-4           | 1-0, 1-2, 1-2  | Amstel Tijgers |
| 16/10 | Flyers         | 6-1           | 1-0, 4-0, 1-1  | GIJS           |
| 16/10 | Amstel Tijgers | 2-4           | 1-1, 0-1, 1-2  | Panters        |
| 21/10 | Hokij          | 13-2          | 4-1, 7-0, 2-1  | GIJS           |
| 21/10 | Panters        | 0-8           | 0-2, 0-4, 0-2  | Flyers         |
| 22/10 | Flyers         | 8-3           | 2-1, 4-0, 2-2  | Amstel Tijgers |
| 22/10 | GIJS           | 3-8           | 1-2, 2-4, 0-2  | Panters        |
| 23/10 | Amstel Tijgers | 2-3 nv        | 0-2, 1-0, 1-0  | Hokij          |
| 29/10 | Flyers         | 4-2           | 0-0, 1-0, 3-2  | Hokij          |
| 06/11 | GIJS           | 0-17          | 0-9, 0-3, 0-5  | Hokij          |
| 18/11 | Flyers         | 6-4           | 2-0, 2-3, 2-1  | Panters        |
| 18/11 | Hokij          | 11-1          | 3-0, 5-0, 3-1  | Amstel Tijgers |

## Eindfase

### Halve finale
De halve finale werd door middel van een “best-of-3” gespeeld.
| Competitie A1 - B2 |           |         |                |         |
| Datum              | Thuisteam | Uitslag | Periodestanden | Uitteam |
| 27/12              | Eaters    | 9-4     | 5-0, 2-3, 2-1  | Panters |
| 30/12              | Panters   | 5-6     | 2-5, 1-1, 2-0  | Eaters  |

| Competitie B1 - A2 |             |         |                |             |
| Datum              | Thuisteam   | Uitslag | Periodestanden | Uitteam     |
| 04/12              | Flyers      | 6-1     | 1-1, 2-0, 3-0  | Trappers TT |
| 28/12              | Trappers TT | 2-7     | 1-1, 0-3, 1-3  | Flyers      |

### Finale
De finale werd op woensdag 18 januari 2017 in het IJssportcentrum te Eindhoven gespeeld.
| Datum | Winnaar                | Uitslag | Periodestanden | Finalist            |
| ----- | ---------------------- | ------- | -------------- | ------------------- |
| 18/01 | UNIS Flyers Heerenveen | 8-1     | 4-1, 2-0, 2-0  | Laco Eaters Limburg |